# تینسوکیا
تینسوکیا (به انگلیسی: Tinsukia) یک منطقهٔ مسکونی در هند است که در Tinsukia District واقع شده‌است. تینسوکیا ۱۲۶٬۳۸۹ نفر جمعیت دارد و ۱۱۶ متر بالاتر از سطح دریا واقع شده‌است.